# Хипија (митологија)
Хипија (грч. Ἱππεία) је у грчкој митологији било име једне митолошке личности, као и атрибут богиње Атене.

## Атена Хипија
Атена Хипија је била богиња коња. Као таква, она је била кћерка Посејдона и Океаниде Полифе. То име јој је дато јер је прва користила бојне кочије. Име Хипија има своје корене још из микенског периода, јер се налазило уз божанско име Отнија Икеја на линеарном Б писму нађеним у Пилу. При томе је реч Икеја повезана са речју Ипеја, а што се односи на вожњу, јахање, коњаника, али у смислу божанства. Међу микенским фигурама од теракоте су пронађене богиње које јашу коње седећи са стране, али нема доказа да је нека од њих Икеја. Ово име не одражава само повезаност са коњима, већ и милитарни карактер. За Атену се везује изгледа од архајског периода. Према миту, она је научила људе како да кроте коње и дала је Белерофонту златне узде за коња Пегаза. Претпоставка је да су у Акропољу у Атини обожавали овакву Атену и да се касније њен култ раширио по читавој Атици. С обзиром да је коњ био симбол престижа тадашњег племства, ова Атена је била заштитница управо таквог сталежа и тиме и друга по важности у старој Атини. Из тог разлога, на Акропољу су јој посвећиване статуе коњаника. Касније је њен култ попримио више рустичан карактер и одржавао се по атичким селима. Поштована је у највећем граду у 5. веку, Ахарнају, данашњим Менидима, а и њој и Посејдону подигнут је олтар на брдима у близини Атине назван коњски колонос. Поштована је и на Пелопонезу уз неке локалне специфичности, а у Олимпији је повезана са Арејем чиме се истицала њена контрола над физичком снагом и насиљем приликом ратовања. У Аркадији, Хипија је повезана са Деметром, која је према предању, са Посејдоном, имала кћерку Деспину, као и коња Ариона. Овај однос није био по вољи Деметри, па је љута, претворила своје лице у коњско. Због тога, бронзана статуа ове богиње, коју је урадио Онатас у Фигалеји, приказује је као химеру коња и жене. Коначно, постоји јасна веза између грчке богиње Хипије (или Атене Хипије) и келтске и римске богиње Епоне.

## Митолошка личност
Према Хигину, Аполодору и Овидијевим Метаморфозама, Хипија је била Антипова кћерка, удата за Елата и са њим имала синове Кенеја, Полифема и Исхија.